# Продажность
Прода́жность (англ. selling out) — распространённый уничижительный термин, означающий компромиссное поведение человека по отношению к своей честности, морали, аутентичности или принципам в обмен на личную выгоду, как правило — деньги. С точки зрения музыки или искусства, продажность связана с попытками адаптировать материал под мейнстримовую аудиторию; например, мотивация музыканта, адаптирующего свой материал под более широкую аудиторию, для получения более высоких гонораров, может быть расценена его давними поклонниками, как «продажность». Также термин может быть использован, как «проданный» в зависимости от контекста, для человека или вещи.

## В музыке и шоу-бизнесе

### Музыка
Существуют две формы термина «продажность» в музыкальном контексте. Во-первых, «продавшимися» называют тех исполнителей, которые подписывают контракты с мейджор-лейблами, либо тех, которые заключают сделки на лицензирование своей музыки для использования в рекламе, что противоречит идеологии/принципам той субкультуры, к которой принадлежит этот музыкант. Во-вторых, выражение может относиться к тем, кто жертвует своей принципиальностью посредством изменения музыкального звучания, иногда из-за давления со стороны мейджор-лейбла или для того, чтобы получить прибыль, сделав свою музыку более привлекательной для мейнстримовой аудитории.

### Рекорд-лейблы и реклама
Со времени появления радиопередач с участием биг-бэндов, между музыкантами и коммерческими структурами сложились определённые бизнес-отношения, которые строились на взаимовыгодных условиях и были распространены среди эстрадных артистов. Однако, в середине 1970-х эта тенденция изменилась, так как сформировавшееся панк-движение породило новую идеологию, которая была основана на том, что музыканты должны были быть полностью независимы от любого влияния шоу-бизнеса. Эта философия отразилась на критическом отношении музыкантов к сделкам с крупными лейблами, так как такие соглашения предполагали непосредственное участие лейблов в творческом процессе и возможность влияния на материал. Эта тенденция продолжилась в следующем десятилетии — некоторые группы подвергались нападкам со стороны фэнзинов за коммерческие контракты, так как их возможный мейнстримовый успех мог быть симптомом общего упадка андеграундной культуры. Однако после того, как ряд групп сохранили прежнее качество материала после перехода на мейджор-лейблы, к концу 1980-х годов акцент контекста «продажности» перешёл на рекламу.
Те, кто был против «продажи» своего творчества для рекламы, выражали крайне негативное отношение к этому вопросу; так, комик Билл Хикс утверждал, что любой исполнитель, который позволял лицензировать свою музыку для рекламы «отныне не мог называться артистом» в полном понимании этого слова, а музыкант Нил Янг насмехался над тем, что песни стали ассоциироваться с брендами — затронув эту тему на своём альбоме This Note’s for You. Однако, несмотря на то, что многие поклонники тех или иных исполнителей расценивали лицензирование материала как предательство, из-за своего личного отношения к определённым песням в их творчестве, ряд фанатов считали рекламируемый продукт более привлекательным, после того, как в нём звучали композиции любимых артистов. По мере того, как продажи компакт-дисков упали, и количество контрактов с мейджор-лейблами снизилось (либо лейблы не имели средств для заключения новых), к ним стали относиться более лояльно — даже небольшие фирмы звукозаписи стали отвечать на маркетинговые предложения известных брендов.
К 2010 году использование лицензированной музыки в телерекламе стало распространённым явлением в музыкальной индустрии, и даже те, кто ранее считался олицетворением протеста против «продажности» (в частности, андеграундные музыканты 70-х), принимали непосредственное участие в рекламировании продукции, так бывший фронтмен Sex Pistols Джон Лайдон участвовал в рекламе масла фирмы Country Life, а «крёстный отец панк-рока» Игги Поп снялся в ролике для страховой компании. Впоследствии, высказывалось мнение, что реакция на музыку в рекламе является поколенческим фактором, так как более молодая аудитория относится к этому вопросу безразлично (для них это более обыденный момент), в отличие от тех, кто наблюдал эволюцию индустрии и продолжают относиться к лицензированию песен негативно.

## Музыкальная целостность

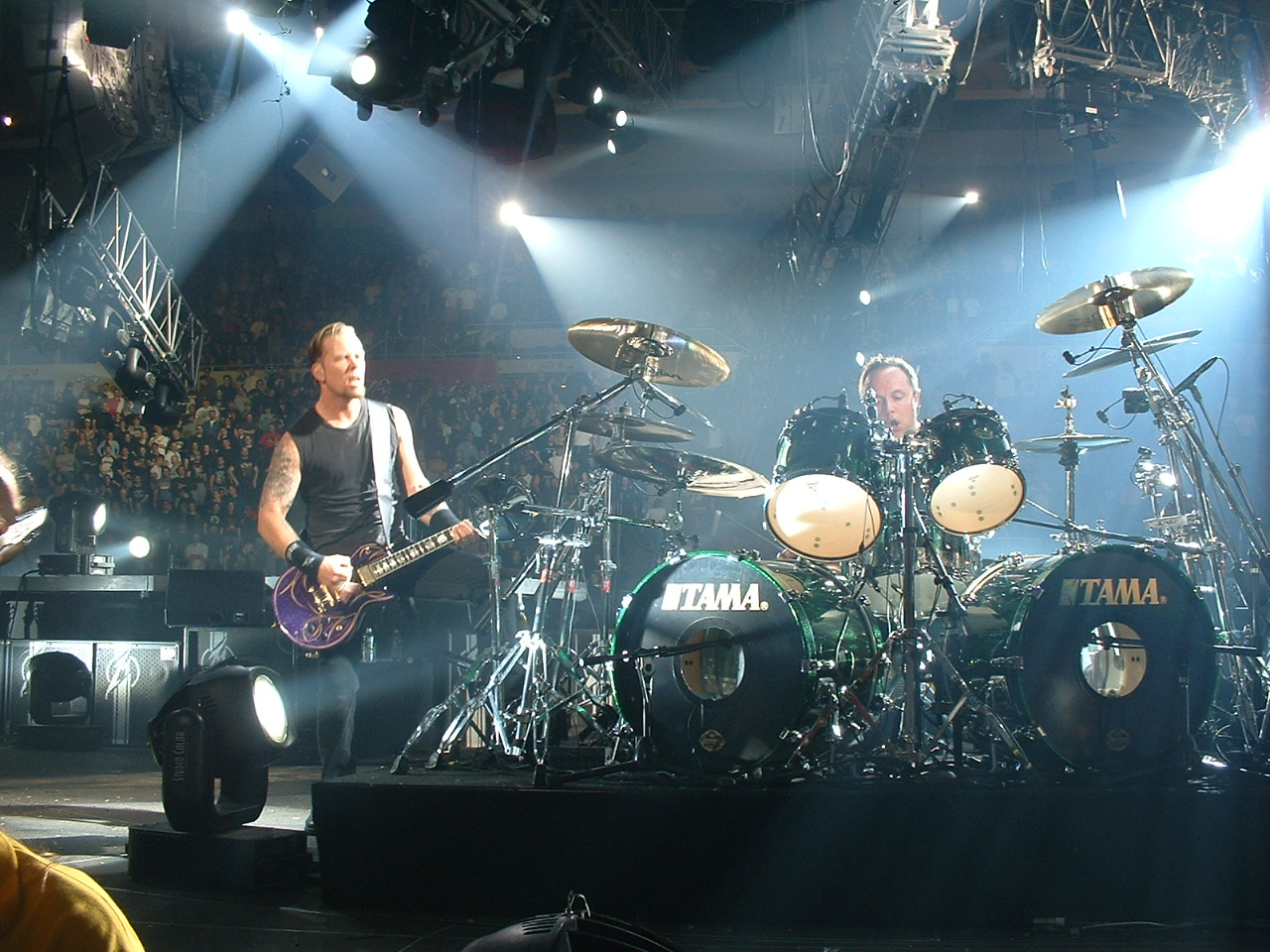
Музыканты группы Metallica на концерте в Иллинойсе, 2004 год

Другое определение «продажности» относится к исполнителям, пренебрегающим музыкальным качеством или первоначальными идеями в пользу коммерческого успеха. Их сопоставляют с теми, кто добился успеха не меняя своего оригинального звучания. Однако, разница между этими видами музыкантов как правило субъективна. Исполнитель может изменить музыкальное направление по коммерческим причинам, например, из-за давления со стороны лейбла, который требует записать песню для более массовой аудитории, однако, трансформация звука также может быть связана и с естественным развитием творческого потенциала артиста, его индивидуального роста, изменения музыкальных вкусов и т.д.
Одним из ярких примеров обвинений исполнителя в «продажности», является ситуация вокруг одноимённого альбома группы Metallica, выпущенного в 1991 году, который считается поворотным моментом в музыкальном направлении группы. Продюсер альбома Боб Рок признавал, что звучание пластинки контрастировало с предыдущим материалом группы. По его словам, это изменение было связано с желанием музыкантов «совершить прыжок в высшую лигу», тем не менее многие фанаты коллектива остались недовольны записью и обвиняли в этом самого Рока (который впервые сотрудничал с Metallica на этом диске), в итоге была создана интернет-петиция с требованием прекращения дальнейшего сотрудничества группы с продюсером. Тем не менее, ряд поклонников сочли изменения звука не достаточно значительным, чтобы считать Metallica «продавшимися», а другие восприняли это изменение как часть естественной эволюции музыкального стиля группы. По прошествии времени, The Black Album стал самым коммерчески успешным релизом коллектива, тираж которого превысил 16 миллионов экземпляров. Дифференцированная позиция как поклонников, так и музыкальных критиков демонстрирует сложность объективной оценки артиста с позиции «продажности». Впоследствии, Metallica фигурировала ещё в одном скандальном инциденте — музыкантов группы назвали «наглядным примером музыкальной безнравственности», после того, как они попыталась подать в суд на фанатов, которые загружали их музыку через Napster.
В некоторых музыкальных субкультурах распространён уничижительный термин «позёр». Он описывает человека, который копирует стиль или манеры какой-либо субкультуры, но при этом не является её частью. Термин подразумевает, что такой человек представляет собой фальшивку, так как не разделяет или не понимает ценностей/философии этого сообщества. Зачастую позёр копирует стиль определённой субкультуры, для того, чтобы быть принятым в круг её представителей, или для популярности среди адептов других, когнатных субкультур.
Хотя «позёрство» используется в качестве уничижительного понятия внутри определённых субкультур, определение термина и его применения является субъективным. Термин вошёл в обиход английского языка в конце XIX века, впоследствии он был наиболее распространён среди музыкальных субкультур — в частности, в панк-роке и хардкоре и 1970-х и 1980-х годов. Так, панк-группа заключившая контракт с мейджор-лейблом, вероятнее всего, начинала считаться «позёрской».

## Критика термина
Исполнителя могут обвинить в «продажности» после изменений в его музыкальном направлении. Этот вывод часто обусловлен восприятием того, что поводом для изменения звучания или, более кардинально, смены музыкального направления могла послужить потенциальная материальная выгода. Такая позиция игнорирует другие причины творческого развития музыканта, которые могут стать фактором проявления интереса к иным жанрам, отличным от первоначального стиля исполнителя, который привлек оригинальных поклонников. Улучшение музыкального мастерства или изменение вкуса артиста, также может стать причиной изменений в его творчестве.

Тем не менее, многие музыканты (в том числе с политизированными позициями) не соглашаются с понятием «продажности» на том основании, что стремление к материальной выгоде является лишь фактором того, что группа пытается расширить свою аудиторию. Позиция отказа от мейнстримовой известности или контрактов с мейджор-лейблами, с целью избежать обвинений в «продажности», не позволяет исполнителю взаимодействовать с более широкой аудиторией, независимо от того, происходят ли какие-либо реальные изменения в его творчестве и произвольно препятствует его карьере, в целом. Таким образом, обвинение в «продажности» предполагает, что мейнстримовый успех вредит первоначальным идеям или курсу исполнителя. Однако, есть примеры опровергающие такую позицию. Так, на вопрос о заключении контракта с крупным лейблом музыканты из леворадикальной группы Rage Against the Machine ответили следующие: «Мы не заинтересованы в проповеди только для новообращённых. Это здорово играть в заброшенные сквоттах среди анархистов, но также здорово иметь возможность донести свою революционную позицию до широкого круга людей — от Гранады Хиллз до Штутгарта». В свою очередь, Майк Дёрнт высказал такое мнение по поводу обвинений Green Day в «продажности»: 
Если бы существовала формула «продажности», я думаю, каждая группа в мире использовала бы её. Тот факт, что вы пишете хорошие песни, и продаёте большую их часть, если бы все в мире знали как этого добиться - они бы поступали именно так. Это не то, к чему мы стремились... Дело в том, что, в определённый момент, мы стали настолько известными, что в панк-клубы [на наши концерты] стали приходить тонны людей, некоторые клубы даже останавливали работу из-за наплыва публики. Мы должны были принять решение: либо распускать группу, либо прекратить ассоциации с «продажностью». И будь я проклят, если я собирался жарить бургеры всю оставшуюся жизнь из-за этой ситуации [намёк на то, что под давлением общественности группа выбирает первый вариант и самоустраняется, чтобы избежать обвинений в мейнстримовости]. Я делаю то, что делаю лучше всего. Продажность компрометирует вашу музыкальную идентичность, но я даже не знаю как это делается.

## Песни, посвящённые вопросу продажности
- «Hooker with a Penis» — Tool
- «Sell Out» — Reel Big Fish
- «Johnny Quest Thinks We’re Sellouts» — Less Than Jake
- «Cell Out» — NOFX
- «Never Sell Out» — The Exploited
- «Enter Sandman» — Metallica
- «Happiness in Slavery» — Nine Inch Nails
- «I’m Not Allowed to Like A.C. Anymore Since They Signed to Earache» — Anal Cunt
- «Superhero Sellouts» — The International Superheroes of Hardcore
- «Freak on a Leash» — Korn
- Кроме того, в клипе группы Fall Out Boy на песню «The Take Over, The Breaks Over» фанаты коллектива стоят с плакатами «Sell Out Boys»